# 巨象の道
『巨象の道』（きょぞうのみち、原題：Elephant Walk）は、1954年に製作・公開されたアメリカ合衆国の映画である。（撮影は1953年）

## 概要
ロバート・スタンディッシュの小説を基にウィリアム・ディターレが監督、エリザベス・テイラーとダナ・アンドリュース、ピーター・フィンチが主演した。ヒロインには当初、テイラーを予定していたが、妊娠したため、夫であったローレンス・オリヴィエとともにヴィヴィアン・リーがキャスティングされるも、リーのみが引き受け、撮影が開始されたが、セイロンでの野外ロケを終え、ハリウッドのパラマウントスタジオで屋内ロケをする矢先に神経衰弱の発作に襲われ、倒れた。そこで背格好がリーと酷似し出産を終えたテイラーが所属先のMGMから貸し出され、リーに代わって出演している。ヒロインがテイラーに戻されたことで、脚本が書き換えられ、不義の子どもを産むくだりはカットされた。テイラーは出産直後でイーディス・ヘッドがデザインした衣装を着こなすことが出来なかったので、衣装を全て作り直さなければならなかった。
テクニカラー作品として撮影され、セイロンでロケーションが行われており、実際にロケーションに参加したヴィヴィアンの出演場面が一部利用された（ただし、テイラーはセイロンでロケをせず、出演場面は全てハリウッドのスタジオで撮影された。なお、リーの体の負担を考え、当初からロングショットには代役が起用されており、結果としてヒロインを3人が演じることとなった。）。

## キャスト
| 役名        | 俳優                   | 日本語吹替                                                                 |
| 役名        | 俳優                   | 東京12ch版                                                                 |
| ----------- | ---------------------- | -------------------------------------------------------------------------- |
| ルース      | エリザベス・テイラー   | 武藤礼子                                                                   |
| ジョン      | ピーター・フィンチ     | 家弓家正                                                                   |
| カーバー    | ダナ・アンドリュース   | 中村正                                                                     |
| アプトミー  | エイブラハム・ソフィア | 千葉順二                                                                   |
| ペレイラ    | アブナー・バイバーマン | 館敬介                                                                     |
| 不明 その他 |                        | 寺島幹夫 吉沢久嘉 渡部猛 園田昌子 石井敏郎 藤本譲 上田敏也 矢田耕司 遠藤晴 |
|             |                        |                                                                            |
| 演出        | 演出                   | 小林守夫                                                                   |
| 翻訳        | 翻訳                   | 森田瑠美                                                                   |
| 効果        | 効果                   | 芦田公雄/熊耳勉                                                            |
| 調整        | 調整                   | 前田仁信                                                                   |
| 制作        | 制作                   | 東北新社                                                                   |
| 解説        |                        |                                                                            |
| 初回放送    | 初回放送               | 1970年10月1日 『木曜洋画劇場』                                             |

## スタッフ
- 監督：ウィリアム・ディターレ
- 製作：アーヴィング・アッシャー
- 脚本：ジョン・リー・メイヒン
- 音楽：フランツ・ワックスマン
- 撮影：ロイヤル・グリッグス
- 編集：ジョージ・トマシーニ
- 美術：J・マクミラン・ジョンソン、ハル・ペレイラ
- 装置：サム・カマー、グレース・グレゴリー
- 衣裳：イーディス・ヘッド

### 日本語版
- 演出：小林守夫
- 翻訳：森田瑠美
- 調整：前田仁信
- 効果：芦田公雄、熊耳勉
- 制作：東北新社